# Raúl García
Raúl García Escudero (Pamplona, 11 juli 1986) is een Spaans voormalig voetballer die doorgaans als middenvelder speelde. Hij speelde onder andere voor Atlético Madrid en Athletic Club. Raúl García debuteerde in 2014 in het Spaans voetbalelftal.

## Clubcarrière
Raúl García werd opgeleid in de jeugd van Osasuna, de club uit zijn geboorteplaats. Hij maakt op 24 oktober 2004 zijn debuut in het eerste elftal, in een verloren uitwedstrijd (3–0) tegen FC Barcelona. Hij viel 38 minuten voor tijd in.
Raúl García verruilde Osasuna in 2007 voor Atlético Madrid. Hier werd hij herenigd met trainer Javier Aguirre, onder wie hij ook speelde bij Osasuna. Hij stond vervolgens negen jaar onder contract bij Atlético, waarmee hij zowel de Spaanse titel, beker en Supercup won als de UEFA Europa League en de UEFA Super Cup. In het seizoen 2011/12 keerde García voor een jaar op huurbasis terug bij Osasuna.
Raúl García tekende in augustus 2015 een contract tot medio 2019 bij Athletic Bilbao, de nummer zeven van de Primera División in het voorgaande seizoen. Dat betaalde circa €8.000.000,- voor hem aan Atlético Madrid. In 2024 hing hij zijn voetbalschoenen aan de wilgen.

## Clubstatistieken
| Seizoen | Club            | Competitie         | Duels | Goals |
| ------- | --------------- | ------------------ | ----- | ----- |
| 2003/04 | Osasuna B       | Segunda División B | 28    | 3     |
| 2004/05 | Osasuna         | Primera División   | 2     | 0     |
| 2005/06 | Osasuna         | Primera División   | 33    | 5     |
| 2006/07 | Osasuna         | Primera División   | 33    | 4     |
| 2007/08 | Atlético Madrid | Primera División   | 35    | 3     |
| 2008/09 | Atlético Madrid | Primera División   | 36    | 3     |
| 2009/10 | Atlético Madrid | Primera División   | 20    | 0     |
| 2010/11 | Atlético Madrid | Primera División   | 29    | 1     |
| 2011/12 | → Osasuna       | Primera División   | 33    | 11    |
| 2012/13 | Atlético Madrid | Primera División   | 30    | 5     |
| 2013/14 | Atlético Madrid | Primera División   | 34    | 10    |
| 2014/15 | Atlético Madrid | Primera División   | 31    | 5     |
| 2015/16 | Atlético Madrid | Primera División   | 1     | 0     |
| 2015/16 | Athletic Bilbao | Primera División   | 30    | 7     |
| 2016/17 | Athletic Bilbao | Primera División   | 36    | 10    |
| 2017/18 | Athletic Bilbao | Primera División   | 34    | 10    |
| 2018/19 | Athletic Bilbao | Primera División   | 33    | 9     |
| 2019/20 | Athletic Bilbao | Primera División   | 15    | 5     |

## Interlandcarrière
García maakte op 4 september 2014 zijn debuut in het Spaans voetbalelftal, in een oefeninterland tegen Frankrijk (1–0 verlies). Na 58 minuten werd hij vervangen door David Silva.

## Erelijst
| UEFA Europa League        | 1x | 2009/10    |
| UEFA Super Cup            | 2x | 2010, 2012 |
| Kampioen Primera División | 1x | 2013/14    |
| Spaanse beker             | 1x | 2012/13    |
| Spaanse Supercup          | 1x | 2014       |